# Umbertide
Umbertide település Olaszországban, Umbria régióban, Perugia megyében. Lakosainak száma 16 298 fő (2023. január 1.). Umbertide Cortona, Gubbio, Lisciano Niccone, Montone, Passignano sul Trasimeno, Perugia, Pietralunga, Città di Castello és Magione községekkel határos.

## Népesség
A település lakossága az elmúlt években az alábbi módon változott:
| Lakosok száma | 16 607 | 16 530 | 16 298 |
|               | 2017   | 2018   | 2023   |